# Karen McDougal
Karen McDougal (Gary, Indiana, 1971. március 23. –) amerikai modell és színésznő.
A Playboy magazinban ő volt 1997 decemberében a hónap playmate-je
és 1998-ban az év playmate-jének választották.